# فكتور بلوم
فكتور بلوم (بالسويدية: Viktor Blom)‏ هو لاعب بوكر سويدي، ولد في 26 سبتمبر 1990 في نورتليه في السويد.